# Somewhere I Have Never Traveled
Somewhere I Have Never Traveled (帶 我 去 遠方) (tradução: Em algum lugar que eu nunca viajei) é um filme taiwanês lançado em 2009 sobre a vida e o relacionamento entre dois adolescentes, um menino em idade escolar e sua sobrinha mais nova. O filme começa mostrando a natureza de seu relacionamento um com o outro, sua família e o que os torna almas gêmeas.
O filme foi escrito e dirigido por Fu Tianyu. O diretor Fu Tianyu originalmente trabalhou como roteirista e diretor de TV, bem como roteirista de cinema. Este filme é o primeiro longa dirigido por ele.
Somewhere I Have Never Traveled recebeu indicações no circuito do Festival de Cinema Asiático e foi reconhecido pela San Francisco Film Society. O filme foi apresentado no Karlovy Vary International Film Festival.

## Enredo
Em uma pequena cidade portuária preguiçosa no sul de Taiwan, dois jovens solitários estão desesperados para escapar de sua monótona existência. A primeira metade do filme por vezes é engraçada, com a criança Ah-gui aparentemente decidida a ser morta ou mutilada. Seu pai traz para casa manequins nus em seu estupor bêbado, para substituir a esposa que o deixou. O mundo de Ah-gui sempre foi diferente e os adultos ao seu redor não sabem o porquê. Sua avó a leva para ver um xamã local para descobrir o porquê. O xamã diz que seu espírito se foi, mas voltará quando ela crescer. Para Ah-gui, o mundo é preto, cinza e branco e cheio de frustração constante. Os testes em sua escola finalmente determinam que ela é completamente daltônica.
A pessoa que ela admira é seu primo Ah-hsian. Em sua mente, Ah-hsian viaja o mundo com a ajuda de sua estante cheia de guias de viagem. Um grande contador de histórias, Ah-hsian leva Ah-gui em viagens imaginárias. As viagens a levam de sua pequena cidade monótona para um mundo cheio de pessoas estranhas, costumes estranhos e maravilhas inacreditáveis. Quando perguntado por que ela tem que ser tão diferente, Ah-hsian responde: "o mundo não seria chato se todos fossem iguais?". Ah-hsian descobre que sua sensação de ser diferente faz sentido depois de conhecer um turista japonês que está viajando sozinho. Ah-hsian traz Ah-gui consigo quando leva um repelente de mosquitos para o visitante que está pernoitando em um quarto extra na escola local. Quando ela vai encontrar seu primo que está demorando muito, ela testemunha parte do encontro íntimo entre os dois. No dia seguinte, quando o turista parte, parece que vemos um novo Ah-hsian e uma nova Ah-gui também.
Alguns anos depois, Ah-gui ainda está tendo dificuldade em lidar com sua vida. Ela agora está indo para a escola de cosmetologia, um esforço frustrante a considerar sua deficiência. Os instrutores a repreendem e até mesmo Ah-hsian a provoca. Ah-gui e Ah-hsian ainda sonham e planejam que um dia irão embora para um lugar onde não serão diferentes. Ah-hsian, ao que parece, não é apenas um sonhador, mas também um romântico incurável: o objetivo mais importante em sua vida é o amor verdadeiro. Ah-hsian convida Ah-gui para um encontro a noite toda no porto com seu novo namorado. Ah-gui relutantemente vai junto e finge estar dormindo enquanto ouve a discussão. No dia seguinte, ela mostra sua raiva cortando o cabelo de sua cabeça de prática. Ela tenta pedir mil dólares emprestados a Ah-hsian para substituir o manequim. No entanto, quando ele exige que ela o pague porque os apartamentos em Nova York são caros, ela diz a ele para ficar com o dinheiro. Ao entregar o jantar para seu tio, ela encontra seu dinheiro em um dos esconderijos de seu tio. Logo depois, Ah-gui consulta um agente de viagens para obter ajuda no planejamento de uma viagem. Uma peregrinação a uma certa pequena ilha do Pacífico onde, segundo sua prima, ela vai se encaixar porque quase todos nascem daltônicos.
Ambos Ah-hsian e Ah-gui logo descobrem que não importa o quão cuidadosamente você planeje e sonhe, se você for descuidado com seus sentimentos, a vida pode ser insuportavelmente dolorosa. Ah-gui testemunha o namorado de Ah-hsian com outro, a briga que se segue, e Ah-hsian aparentemente chorando por horas no confessionário da igreja. Em um inglês quase perfeito, um solilóquio de Ah-hsian do soneto de amor apaixonado Somewhere I Never Traveled de EE Cummings prenuncia um final triste. Ah-qui acorda uma noite com alguém batendo na porta, gritando "Venha rápido, Ah-hsian se matou." Depois de correr para o hospital em sua bicicleta, Ah-gui diz a seu primo em coma como ela está decepcionada e pergunta: quem vai levá-la agora? O filme termina com Ah-gui visitando Ah-hsian, que ainda está em coma. Ela tenta convencê-lo a fazer alguns jogos que eles costumavam fazer quando crianças e continua pedindo que ele acorde. Mais tarde em casa com a avó que faz guarda-chuva, a avó pede que ela dê um guarda-chuva amarelo, ela dá um azul e pega o amarelo para ela girar. Olhando para longe, ela diz à avó: "Olhe um arco-íris."

## Elenco
Somewhere I Have Never Traveled foi o primeiro filme do diretor Fu Tian-yu. Ela também escreveu o roteiro. Ela é uma prolífica redatora de TV e recebeu vários prêmios por escrever, incluindo o Golden Bell Award de melhor roteiro. Esta foi a primeira aparição em filme para três dos jovens que desempenham os papéis principais: Lín Bo-hong, Yu Shin e Li Yun-yun. Na época em que o diretor começou a escalar o elenco, Lin Bo-hong estava competindo como cantor em um programa de TV de Taipei semelhante ao American Idol . Este foi um fator para o atraso do filme. A escolha dos locais de filmagem era outra. Um ano depois, Fu ainda não havia encontrado um ator para interpretar o papel, mas agora Lin Bo-hong estava disponível e pronto para experimentar filmes.
Um dos poucos atores profissionais do filme, Wasir Chou interpreta dois personagens: o turista japonês e o namorado de Ah-hsian, a quem o roteiro se refere como o "Garoto da Guarda Costeira". É difícil de notar porque  como turista japonês ele tinha cabelo comprido e tinha barba; como o "garoto da guarda costeira" ele tinha cabelo curto e estava bem barbeado.

## Produção
O filme passou mais de dois anos em produção devido aos problemas de elenco e localização, que se espalharam por todo Taiwan. A igreja católica com murais em estilo chinês ficava no condado de Tainan, no sudoeste de Taiwan. A casa onde a vida familiar foi filmada pertencia a uma ex-atriz taiwanesa. A casa à beira-mar está localizada perto de Gongliao. Gongliao está localizada em uma pequena enseada na costa nordeste de Taiwan. A visão do horizonte solitário era exatamente o que o diretor queria. A maioria das cenas restantes parece ter sido filmada perto do porto marítimo de Kaohsiung, na costa sul.

## Prêmios e nomeações
- Festival de Cinema de Taipei de 2009, Lin Bo-hong foi nomeado para o prêmio Rising Stars.[10]
- O Festival de Cinema de Taipei de 2009, Somewhere I Have Never Traveled foi nomeado para o prêmio Taipei.[11]
- 33º Festival Internacional de Cinema de Hong Kong, Somewhere I Have Never Traveled foi nomeado para o Prêmio FIPRESCI de Young Asian Cinema.[12]
- 33º Festival Internacional de Cinema de Hong Kong, Somewhere I Have Never Traveled foi nomeado para o Prêmio SIGNIS.[13]
- 2º Festival Internacional de Cinema de Okinawa na Categoria Paz.[14]